# Revolta dos xiitas no Iraque em 1999
Revolta dos xiitas no Iraque em 1999 referem-se a um curto período de instabilidade no Iraque no início de 1999 após o assassinato de Mohammad Mohammad Sadeq al-Sadr pelo então governo baathista iraquiano.  Os protestos e a violência que se seguiu foram mais fortes no bairros altamente xiitas de Bagdá, assim como nas cidades de maioria xiita do sul como Carbala, Nassíria, Cufa, Najaf e Baçorá. 